# Kilomeaters
Kilomeaters (officiële titel: 20 Joar Rowwen Hèze: Kilomeaters) is een verzamelalbum van Rowwen Hèze. Het werd in 2005 uitgebracht door HKM/CNR om het twintigjarig bestaan van de band te vieren. Op het album bevinden zich de 20 favoriete nummers, gekozen door de fans van de band.
Naast de bekendere "feestmuziek" zoals Limburg en Bestel mar is op dit album ook een ruime selectie te horen van de rustiger kant van Rowwen Hèze. Hiertoe behoren bijvoorbeeld de grote hit Auto, vliegtuug en het aan Nicky Verstappen opgedragen nummer Vlinder.
Op de hoes van het album is, net als op de hoes van Dageraad, een schilderij van zanger Jack Poels afgebeeld. Zeer kenmerkend is de inhoud van het begeleidende boekje: hierop staan alle voor- en achternamen van degenen die op de Rowwen Hèze-website hebben gestemd op hun drie favoriete nummers en daarmee dit album feitelijk hebben samengesteld.
Als bonustrack is een (bewust) erbarmelijk slechte Nederlandstalige uitvoering van het nummer Bestel mar toegevoegd van de fictieve band De Martino's. Dit nummer werd door Rowwen Hèze zelf uitgevoerd tijdens de theatertournee Andere Wind. Het is een parodie op zowel de kwalitatief vaak matige uitvoering als de vaak slechte uitspraak van het dialect, wanneer het populaire nummer door coverbands wordt geïmiteerd.

## Tracklist
1. De Peel in brand
2. November
3. Heilige Anthonius
4. 't Roeie klied
5. De neus umhoeg
6. Zondag in 't zuiden
7. Rowwen Hèze
8. Vlinder
9. Eiland in de reagen
10. D'n duvel is los
11. Gespeegeld in de raam
12. Bestel mar
13. Limburg (live met het Metropole Orkest)
14. Auto, vliegtuug
15. En dan is 't mar dom
16. Twieje wurd
17. Blieve loepe (live met het Metropole Orkest)
18. 'n Man en 'n vrouw
19. Henk is enne lollige vent
20. De lamp ging oet